# Janete Clair
Janete Emmer Dias Gomes, mais conhecida como Janete Clair (Conquista, 25 de abril de 1925 — Rio de Janeiro, 16 de novembro de 1983), foi uma célebre escritora brasileira, autora de folhetins para rádio e televisão. O sobrenome Dias Gomes vem do marido, o também escritor Alfredo de Freitas Dias Gomes.
Por causa de seus sucessivos êxitos no horário das 20h, o mais nobre da TV Globo, Janete passou a ser conhecida também como "Maga das Oito", "Dama das Oito", "Nossa Senhora das Oito" e "Usineira de Sonhos", por Carlos Drummond de Andrade.

## Biografia
Janete Clair nasceu Jenete Stoco Emmer, filha do comerciante libanês Salim Emmer e da costureira de ascendência ítalo-portuguesa Carolina Stocco. Depois de passar uma infância tranquila em Conquista, no Triângulo Mineiro, no Vale do Rio Grande, o talento de Janete para a vida artística começou a despontar quando a família se mudou para Franca, em São Paulo. Na Rádio Herz, a principal emissora da cidade, Janete fazia sucesso interpretando canções em árabe e francês. Aos quatorze anos, precisou interromper temporariamente a vida artística e se dedicou a trabalhar como datilógrafa para ajudar na renda da família. Depois, já na capital São Paulo fez estágio num laboratório como bacteriologista e aos vinte anos passou num teste para ser locutora e rádio atriz da Rádio Tupi. Adotou o nome artístico Janete por ser de mais fácil pronúncia, e o sobrenome Clair, foi uma inspiração na música "Clair de Lune" de Claude Debussy por sugestão de Otávio Gabus Mendes. Nessa época, trabalhando na rádio, conheceu e se apaixonou por seu futuro marido, o dramaturgo Dias Gomes.
Nos anos 50, já casada e incentivada pelo marido, passou a escrever radionovelas e teve grande sucesso com Perdão, Meu Filho (Rádio Nacional, 1956). Com Dias, Janete teve os filhos Guilherme, Alfredo, Denise e Marcos Plínio, este falecido ainda criança com dois anos e meio, fato que a fez sofrer demasiadamente.
Na década de 1960 iniciou a produção para a televisão, com as telenovelas O Acusador e Paixão Proibida, ambas pela TV Tupi. Depois teve uma temporada em Minas Gerais onde escreveu a novela Estrada do Pecado para a TV Itacolomi, volta ao Rio e adapta A Herança do Ódio de Oduvaldo Vianna para a TV Rio.
Em 1967, recebeu a incumbência de alterar a trama da telenovela Anastácia, a Mulher sem Destino, da TV Globo, para reduzir drasticamente as despesas de produção. Ela, então, inseriu na história um terremoto que matou mais da metade dos personagens e destruiu a maior parte dos cenários. Depois disso, ficou em definitivo na TV Globo, onde escreveu telenovelas como Sangue e Areia, Passo dos Ventos, Rosa Rebelde e Véu de Noiva.
Nos anos 70 escreveu algumas das telenovelas de maior sucesso da história televisiva nacional, como Irmãos Coragem (1970), Selva de Pedra (1972) e Pecado Capital (1975), período este em que passou a ser chamada de "a maga das oito", por garantir índices de audiência estratosféricos nas telenovelas exibidas neste horário, sendo, em muitas, indiscutivelmente imbatível. Em 1978, parou o Brasil com a telenovela O Astro, em torno do mistério "Quem matou Salomão Hayala?", personagem então interpretado por Dionísio Azevedo. Janete Clair se tornou a maior autora popular da história da televisão do Brasil, a única a alcançar 100 pontos de audiência.
Morreu precocemente, vitimada por um câncer no intestino, enquanto escrevia a telenovela Eu Prometo, que deixou inacabada. Esta acabou sendo concluída pela colaboradora Glória Perez, que viria a tornar-se reconhecida e respeitada novelista, e pelo seu viúvo Dias Gomes.

## Carreira no rádio
- 1944 - Teatrinho das Cinco Horas - Rádio Difusora de S. Paulo
- 1948 - Rumos Opostos - Rádio América de São Paulo
- 1950 - Pausa para Meditação - Rádio América de São Paulo
- 1952 - Ana Karenina - Rádio Clube do Rio de Janeiro
- 1956 a 1969:
  - Perdão Meu Filho
  - Alba Valéria
  - Amar Até Morrer
  - A Canção do Fugitivo
  - A Canção do Rio
  - O Canto do Cisne
  - Concerto de Outono
  - A Deusa do Rio
  - Ela se chamava Esperança
  - Uma Escada para o Céu
  - A Estrada do Pecado
  - Um Estranho na Terra de Ninguém
  - A Família Borges
  - A Imagem de Rosana
  - Inocente Pecadora
  - Uma Mulher contra o Mundo Inteiro
  - A Mulher Marcada
  - Noite Sem Fim
  - A Noiva das Trevas
  - Nuvem de Fogo
  - O Orgulho de Mara
  - Pérolas de Fogo
  - Poema de um Homem Só
  - Rosa Malena
  - O Sorriso da Imagem de Pedra
  - Sublime Pecadora
  - A Sultana do Grande Lago
  - A Taça do Pecado
  - Vende-se um Véu de Noiva

## Carreira na televisão

### Telenovelas e séries
| Ano  | Trabalho                        | Emissora     | Escalação                    | Parceiros Titulares                |
| ---- | ------------------------------- | ------------ | ---------------------------- | ---------------------------------- |
| 1963 | Nuvem de Fogo                   | TV Rio       | Autora principal             |                                    |
| 1963 | Vesperal Trol                   | TV Tupi      | Roteirista                   | Fábio Sabag                        |
| 1964 | O Acusador                      | TV Tupi      | Autora principal             |                                    |
| 1965 | Estrada do Pecado               | TV Itacolomi | Autora principal             |                                    |
| 1966 | A Herança do Ódio               | TV Rio       | Autora principal e adaptação | Oduvaldo Vianna                    |
| 1966 | Show sem Limites                | TV Rio       | Roteirista                   | J. Silvestre                       |
| 1966 | Vesperal Trol                   | TV Tupi      | Roteirista                   | Fábio Sabag                        |
| 1967 | Paixão Proibida                 | TV Tupi      | Autora principal             |                                    |
| 1967 | Anastácia, a Mulher sem Destino | TV Globo     | Autora substituta            | Emiliano Queiróz                   |
| 1967 | Sangue e Areia                  | TV Globo     | Autora principal             |                                    |
| 1968 | Acorrentados                    | RecordTV     | Autora principal             |                                    |
| 1968 | Passo dos Ventos                | TV Globo     | Autora principal             |                                    |
| 1969 | Rosa Rebelde                    | TV Globo     | Autora principal             |                                    |
| 1969 | Véu de Noiva                    | TV Globo     | Autora principal             |                                    |
| 1970 | Irmãos Coragem                  | TV Globo     | Autora principal             |                                    |
| 1971 | O Homem Que Deve Morrer         | TV Globo     | Autora principal             |                                    |
| 1972 | Selva de Pedra                  | TV Globo     | Autora principal             |                                    |
| 1973 | O Semideus                      | TV Globo     | Autora principal             |                                    |
| 1974 | Fogo sobre Terra                | TV Globo     | Autora principal             |                                    |
| 1974 | Corrida do Ouro                 | TV Globo     | Supervisora de texto         | Lauro César Muniz e Gilberto Braga |
| 1975 | Bravo!                          | TV Globo     | Autora principal             | Gilberto Braga                     |
| 1975 | Pecado Capital                  | TV Globo     | Autora principal             |                                    |
| 1976 | Duas Vidas                      | TV Globo     | Autora principal             |                                    |
| 1977 | O Astro                         | TV Globo     | Autora principal             |                                    |
| 1978 | Dancin' Days                    | TV Globo     | Argumento                    | Gilberto Braga                     |
| 1979 | Pai Herói                       | TV Globo     | Autora principal             |                                    |
| 1980 | Coração Alado                   | TV Globo     | Autora principal             |                                    |
| 1981 | Jogo da Vida                    | TV Globo     | Argumento                    | Sílvio de Abreu                    |
| 1982 | Sétimo Sentido                  | TV Globo     | Autora principal             |                                    |
| 1983 | Eu Prometo                      | TV Globo     | Autora principal             | Glória Perez                       |

### Telenovelas póstumas
| Ano  | Trabalho                 | Emissora | Escalação                   | Notas                                     | Parceiros Titulares               |
| ---- | ------------------------ | -------- | --------------------------- | ----------------------------------------- | --------------------------------- |
| 1986 | Selva de Pedra           | TV Globo | Autora da história original | Remake da original homônima de 1972       | Eloy Araújo Regina Braga          |
| 1987 | Direito de Amar          | TV Globo | Autora da história original | Baseada na radionovela A Noiva das Trevas | Walther Negrão                    |
| 1995 | Irmãos Coragem           | TV Globo | Autora da história original | Remake da original homônima de 1970       | Dias Gomes Marcílio Moraes        |
| 1998 | Pecado Capital           | TV Globo | Autora da história original | Remake da original homônima de 1975       | Glória Perez                      |
| 2009 | Vende-se um Véu de Noiva | SBT      | Autora da história original | Baseada na radionovela homônima           | Íris Abravanel                    |
| 2011 | O Astro                  | TV Globo | Autora da história original | Remake da original homônima de 1977       | Alcides Nogueira Geraldo Carneiro |
| 2027 | Pai Herói                | HBO Max  | Autora da história original | Remake da original hormônima de 1979      | Renata Dias Gomes                 |

### Adaptações em outros países
| Ano  | Trabalho                       | País          | Emissora                                                   | Escalação                   | Notas                                                        | Parceiros Titulares                     |
| ---- | ------------------------------ | ------------- | ---------------------------------------------------------- | --------------------------- | ------------------------------------------------------------ | --------------------------------------- |
| 1971 | Velo de novia                  | México        | Telesistema Mexicano                                       | Autora da história original | Remake de Véu de Noiva                                       | Caridad Bravo Adams                     |
| 1972 | Hermanos Coraje                | México · Peru | Televisión Independiente de México Panamericana Televisión | Autora da história original | Remake de Irmãos Coragem                                     | Enrique Segoviano                       |
| 1987 | Mi nombre es Coraje            | Argentina     | Canal 2 de La Plata                                        | Autora da história original | Remake de Irmãos Coragem                                     | Augusto Giustozzi                       |
| 1988 | Semidiós                       | Chile         | Canal 13                                                   | Autora da história original | Remake de O Semideus                                         | Jorge Díaz Saenger                      |
| 1988 | Dos vidas                      | México        | Televisa                                                   | Autora da história original | Remake de Duas Vidas                                         | Jorge Patiño                            |
| 1989 | Bravo                          | Chile         | Canal 13                                                   | Autora da história original | Remake de Bravo!                                             | Silvia Gutiérrez                        |
| 1989 | El hombre que debe morir       | Peru          | Panamericana Televisión                                    | Autora da história original | Remake de O Homem Que Deve Morrer                            | Humberto Polar                          |
| 1994 | Top secret                     | Chile         | Canal 13                                                   | Autora da história original | Remake de Eu Prometo                                         | Fernando Aragón Arnaldo Madrid          |
| 1995 | Juegos de fuego                | Chile         | Televisión Nacional de Chile                               | Autora da história original | Remake de Coração Alado                                      | Sergio Bravo Perla Devoto Maite Chapero |
| 2003 | Velo de novia (Primeira etapa) | México        | Televisa                                                   | Autora da história original | Remake de Véu de Noiva Baseada na adaptação homônima de 1971 | María Antonieta Gutiérrez               |

## ligações externas
- Janete Clair. no IMDb.